# Plecoptera chalciope
Plecoptera chalciope är en fjärilsart som beskrevs av Embrik Strand 1918. Plecoptera chalciope ingår i släktet Plecoptera och familjen nattflyn. Inga underarter finns listade i Catalogue of Life.